# Photoalbum
Photoalbum è un album in studio del musicista ceco naturalizzato statunitense Ivan Kral, pubblicato nel 2001.

## Tracce
1. Pretty Lady
2. You Take My Money
3. Funny Farm
4. Put'em Up!
5. Telling Lies
6. Smoke Out
7. I'm Lazy
8. Another Broken Heart
9. Time
10. You're No Good
11. Let It Go
12. Hold Me Now
13. Addiction
14. Dark Eyes